# بيدرو مولينا مازاريغوس
بيدرو مولينا مازاريغوس (بالإسبانية: Pedro Molina Mazariegos)‏ (و. 1777 – 1854 م) هو سياسي من غواتيمالا ولد في مدينة غواتيمالا.

## روابط خارجية
- بيدرو مولينا مازاريغوس على موقع الموسوعة البريطانية (الإنجليزية)